# Seminário dos Olivais
O Seminário Maior de Cristo Rei (Olivais), conhecido simplesmente como Seminário dos Olivais, é o Seminário maior diocesano do Patriarcado de Lisboa. Foi fundado em 1931, sendo Patriarca de Lisboa o Cardeal Dom Manuel Gonçalves Cerejeira.
O Seminário dos Olivais acolhe os seminaristas que para aí transitam vindos do Seminário Patriarcal de São José de Caparide, onde realizam o Tempo Propedêutico (1 a 2 anos).
No Seminário dos Olivais, os seminaristas iniciam a Etapa discipular, correspondente aos 2 primeiros anos de estudos na Faculdade de Teologia Universidade Católica Portuguesa (Mestrado Integrado em Teologia). A partir do 3.º ano dos estudos, os alunos iniciam a Etapa configuradora, que culminará com a conclusão do Mestrado e defesa da dissertação, e onde iniciam o percurso de maior aproximação do ministério sacerdotal. Nestes anos, os seminaristas podem receber as instituições do leitorado (4.º ano) e do acolitado (5.º ano).
No 6.º ano realiza-se o Ano Pastoral. Concluído o Mestrado, os alunos têm, neste ano, algumas aulas no Seminário de dimensões mais específicas do ministério para o qual se preparam. No decurso deste ano, os alunos podem receber a Ordenação diaconal e, na conclusão do percurso de Seminário, a Ordenação presbiteral.
Atualmente, o Seminário dos Olivais recebe alunos das Dioceses de Lisboa, Leiria-Fátima, Funchal, Portalegre-Castelo Branco, Aveiro e Santarém (Portugal), Mindelo (Cabo Verde), Cochim e Trivandrum (Índia) e São Tomé e Príncipe.
A Equipa formadora do Seminário de Cristo Rei é formada pelo Cónego José Miguel Barata Pereira como reitor, pelo Cónego Nuno Amador Silvestre Carlos como vice-reitor, pelos Padres Pedro Miguel Franco Lourenço, Tiago José de Quadros Esteves e Bernardo Freire de Andrade Trocado como prefeitos e pelos Cónego Rui Pedro Trigo de Carvalho e Padre Carlos Miguel Jesus Vieira Duarte Gonçalves como diretores espirituais.